# Мадонна со святым Себастьяном
«Мадонна со святым Себастьяном» — картина итальянского художника Корреджо, завершённая около 1524 года. Выставлена в Галерее старых мастеров в Дрездене.

## Описание картины
Мария с младенцем появляется в облаках перед тремя святыми, которые стоят на земле внизу, и приветливо смотрит вниз. Святой Себастьян, обнажён, кроме набедренной повязки, с руками, привязанными к дереву, смотрит на небо, преображаясь в движении. Епископ Геминиан стоит на коленях в центре, смотрит на зрителя и правой рукой указывает вверх на появление Мадонны. У его ног ангел держит его символ — модель церкви. Справа спит обнаженный святой Рох. Один из ангелов указывает Себастьяну на Марию. Себастьян, указывающий на Марию, и маленький ангел, дерзко восседающий на облаке, также спустились вниз. На самом верху полотна изображён ангел, голова которого сияет золотистым светом.
Как и на картине Корреджо «Мадонна со святым Франциском», здесь изображено «Святое собеседование», но в структуре композиции есть существенные отличия: изображённые события более сложны, фигуры более оживлены, а фигура святого Геминиана в центре картины почти вынуждает зрителя повернуться к натурщику. Это соответствует теоретическим основам, на которых могла быть создана данная работа; например, в трактате Леона Баттисты Альберти «О живописи» (1436):
. . . Я хотел бы, чтобы кто-то на картине пробудил нас к участию в том, что там происходит, приглашает ли он нас посмотреть, или с сердитым лицом и закатившимися глазами, или указывает на опасность или чудесное событие, или приглашает плакать или смеяться вместе с ним одновременно: все, что делают фигуры на картине между собой или по отношению к вам (зрителю), призвано подчеркнуть изображённое событие или подсказать вам его содержание.
Поссе предполагает, что на это живописное творение повлиял Микеланджело, чьи росписи в Сикстинской капелле Корреджо, возможно, видел во время поездки в Рим в 1518 году.

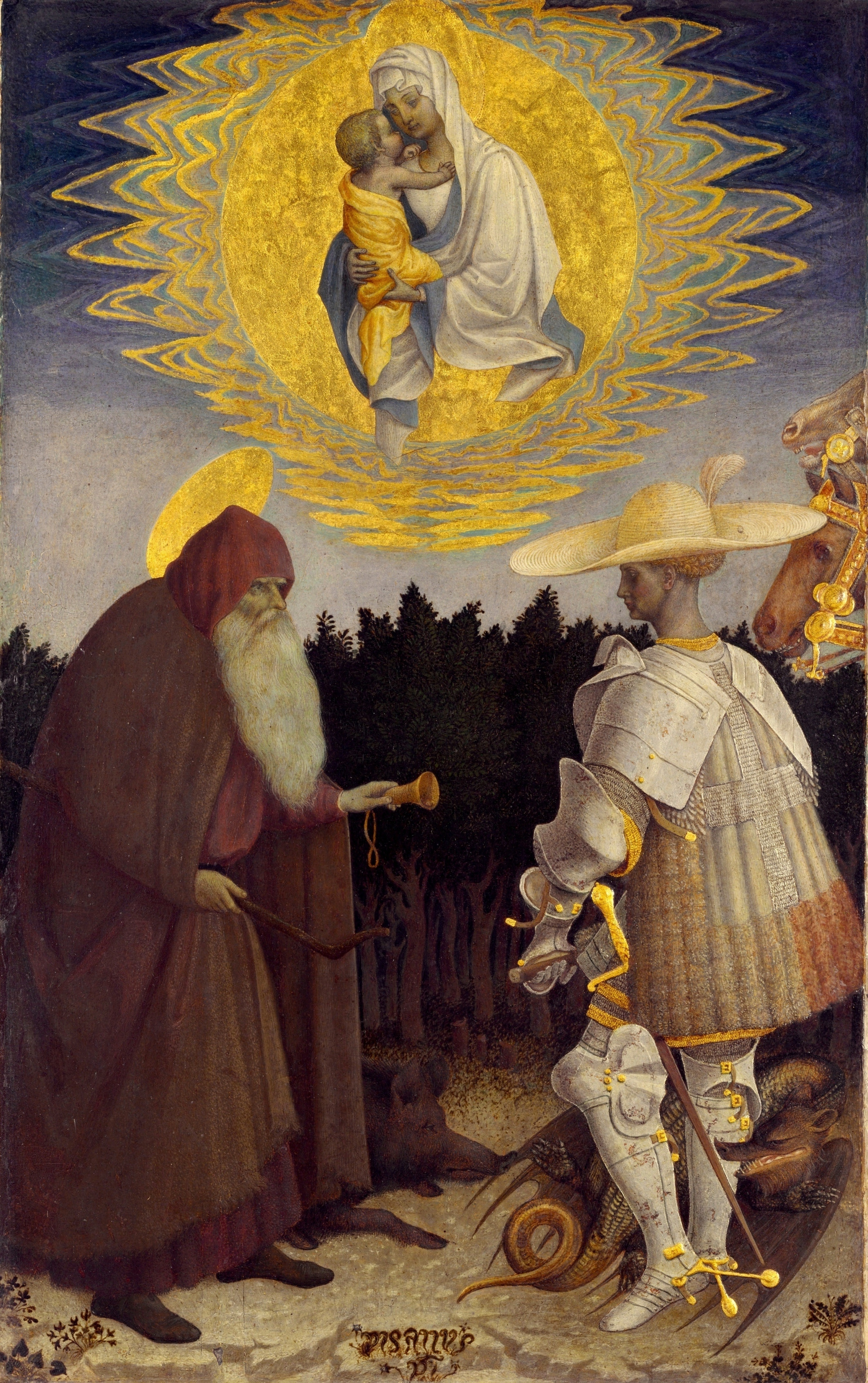
Пизанелло «Видение Мадонны Святого Антония и Святого Георгия»

Мадонна изображена здесь как носительница света — мотив, который часто используется в христианской иконографии, также символически, для прославления Богоматери.
Мадонна с младенцем как небесное явление также была популярным и новаторским мотивом в итальянском Высоком Возрождении. В качестве примеров можно привести «Сикстинскую мадонну», «Мадонну ди Фолиньо» Рафаэля Санти и работу Антонио Пизанелло.
Можно сказать, что свет, исходящий от Мадонны с Младенцем, как проявление божественного, оказывает здесь благотворное влияние:
- у святого Себастьяна, изображенного на левой стороне картины, нет ни одной из обычных стрел в его безупречном теле, которого касается свет. Только в тени, возле дерева, к которому он привязан, в его теле может быть стрела, но это может быть и ветка дерева.
- дерево, к которому привязан Себастьян, имеет зеленые листья.
- сидящий напротив него святой Рох спит в тени; на свету видны только его ноги, на которых нет ран, поэтому можно предположить, что чумной страдалец исцелен.

## Провенанс

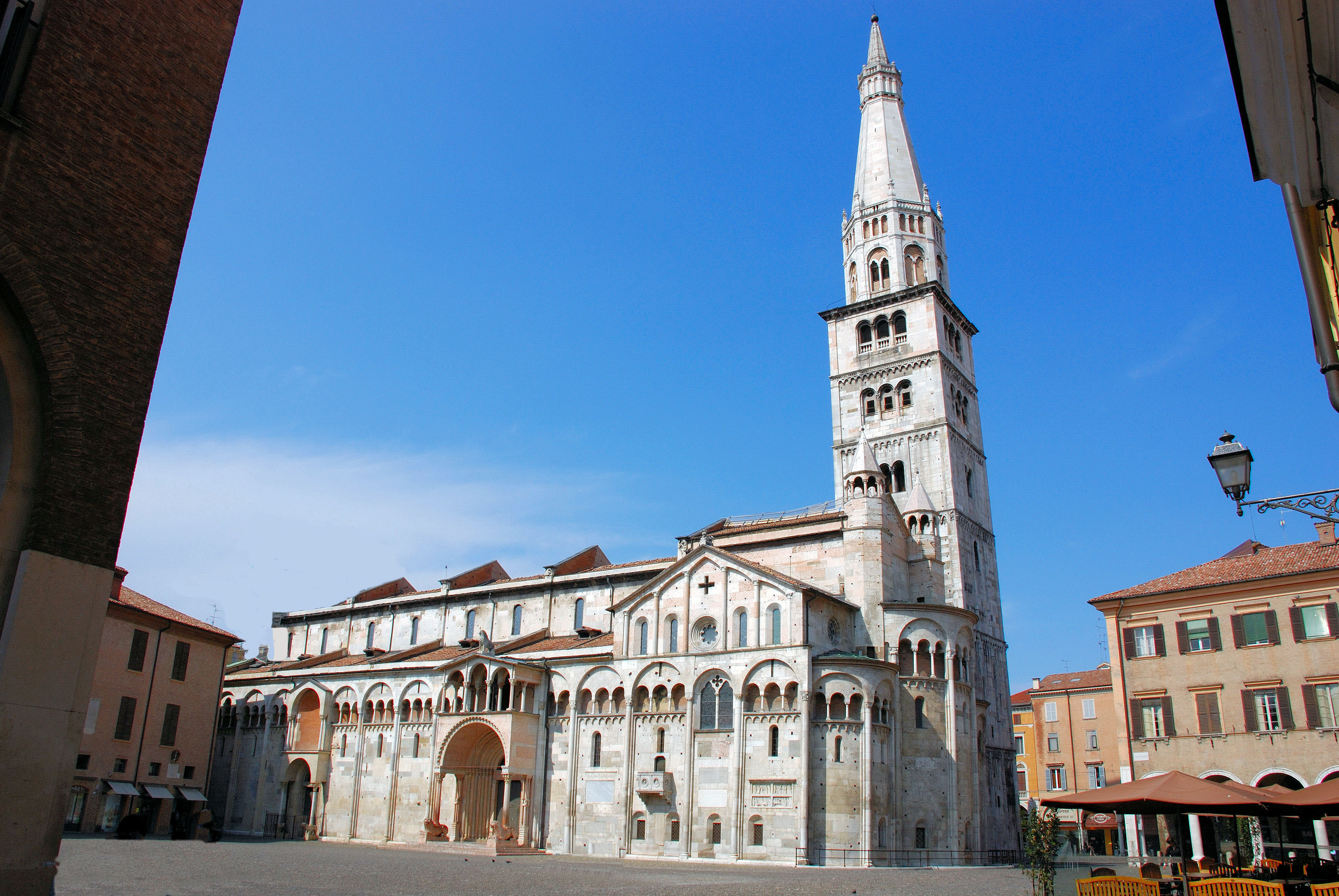
Вид на собор Модены

Картина была заказана около 1524 года гильдией лучников Сан-Себастьяно для своего алтаря в Кафедральном соборе Модены. В 1659 году её приобрел Альфонсо IV д’Эсте для герцогской галереи в Кастелло Эстенсе, откуда она попала в Галерею старых мастеров в Дрездене вместе с покупкой ещё 99 картин в 1746 году.